# Elecciones presidenciales de Irlanda de 1990
Las décimas elecciones presidenciales de Irlanda tuvieron lugar el 7 de noviembre de 1990, siendo las quintas elecciones con más de un candidato, y las primeras desde 1973. También fueron las primeras en tener una candidata mujer, Mary Robinson, del Partido Laborista que, contra todo pronóstico, se impuso en la segunda vuelta instantánea contra Brian Lenihan, del gobernante Fianna Fáil. Robinson juró su cargo el 3 de diciembre, convirtiéndose en la primera presidenta mujer de Irlanda y la primera presidenta desde 1945 en no pertenecer al Fianna Fáil.

## Resultados
| Candidatos | Candidatos    | Partidos                                                 | Primer recuento | Primer recuento | Segundo recuento | Segundo recuento |
| Candidatos | Candidatos    | Partidos                                                 | Votos           | %               | Votos            | %                |
| ---------- | ------------- | -------------------------------------------------------- | --------------- | --------------- | ---------------- | ---------------- |
|            | Mary Robinson | Partido Laborista-Partido de los Trabajadores de Irlanda | 612,265         | 38,9%           | 817,830          | 51,9%            |
|            | Brian Lenihan | Fianna Fáil                                              | 694,484         | 44,1%           | 731,273          | 46,4%            |
|            | Austin Currie | Fine Gael                                                | 267,902         | 17,0%           |                  |                  |
| Fuente:    |               |                                                          |                 |                 |                  |                  |